# Anii 1280
Secole: Secolul al XII-lea - Secolul al XIII-lea - Secolul al XIV-lea

Decenii: Anii 1230 Anii 1240 Anii 1250 Anii 1260 Anii 1270 - Anii 1280 - Anii 1290 Anii 1300 Anii 1310 Anii 1320 Anii 1330
Ani: 1280 1281 1282 1283 1284 1285 1286 1287 1288 1289